# 访问令牌 (Windows)
访问令牌（Access Token）是Windows操作系统用于描述进程或线程安全上下文的一种对象。系统使用访问令牌来辨识拥有进程的用户，以及线程试图执行系统任务时是否具有所需的特权。 

## 内容
- 用户帐户的安全标识符(SID)
- 用户帐户所属的用户群的SIDs
- 一个logon SID，标识当前登录会话
- 用户或用户群的特权清单
- 所有者的SID
- 基本群的SID
- 当用户创建可安全对象（securable object）且没有给出安全描述符时，系统使用的缺省的自主访问控制列表（DACL）
- 访问令牌资源
- 是否为primary或impersonation token
- 限制性SIDs的可选列表
- 当前impersonation级别
- 其他统计